# بسته کوکدمیر
بسته کوکدمیر (انگلیسی: Beste Kökdemir؛ زادهٔ ۲۹ اوت ۱۹۹۳) بازیگر اهل ترکیه است.